# Hendrik VI van Brunswijk
Hendrik VI van Brunswijk bijgenaamd de Jongere (circa 1196 - 16 april of 26 april 1214) was van 1212 tot 1214 paltsgraaf aan de Rijn. Hij behoorde tot het huis Welfen.

## Levensloop
Hij was de enige zoon van Hendrik V van Brunswijk, vanaf 1195 paltsgraaf aan de Rijn, en Agnes van Hohenstaufen, de dochter van paltsgraaf Koenraad de Staufer aan de Rijn. In 1212 trad hij in het huwelijk met Machteld van Brabant, dochter van hertog Hendrik I van Brabant, maar dit huwelijk bleef kinderloos.
Hendrik werd opgevoed aan het hof van zijn oom, koning Jan zonder Land van Engeland en het was pas in 1211 of in 1212 dat hij naar Duitsland terugkeerde. Kort daarna deed zijn vader om politieke redenen troonsafstand als paltsgraaf aan de Rijn, waarna Hendrik VI hem opvolgde.
Op de Rijksdag in Aken van november 1212, koos Hendrik de zijde van zijn oom Otto IV in zijn strijd om de Heilig Roomse troon tegen Frederik II uit het huis Hohenstaufen. Kort daarna veranderde hij echter van zijde en begon Hendrik VI Frederik II te steunen.
In 1214 overleed Hendrik VI. Omdat hij kinderloos was gebleven, volgde de vader van zijn schoonbroer, hertog Lodewijk de Kelheimer van Beieren, hem op als paltsgraaf aan de Rijn. Hendrik VI werd begraven in de abdij Schönau nabij de stad Heidelberg.

## Voorouders
| Voorouders van Hendrik VI van Brunswijk (1196-1214) | Voorouders van Hendrik VI van Brunswijk (1196-1214)                 | Voorouders van Hendrik VI van Brunswijk (1196-1214)                 | Voorouders van Hendrik VI van Brunswijk (1196-1214)                      | Voorouders van Hendrik VI van Brunswijk (1196-1214)                      | Voorouders van Hendrik VI van Brunswijk (1196-1214)                 | Voorouders van Hendrik VI van Brunswijk (1196-1214)                 | Voorouders van Hendrik VI van Brunswijk (1196-1214)                 | Voorouders van Hendrik VI van Brunswijk (1196-1214)                 |
| --------------------------------------------------- | ------------------------------------------------------------------- | ------------------------------------------------------------------- | ------------------------------------------------------------------------ | ------------------------------------------------------------------------ | ------------------------------------------------------------------- | ------------------------------------------------------------------- | ------------------------------------------------------------------- | ------------------------------------------------------------------- |
| Overgrootouders                                     | Hendrik de Trotse (1108-1139) ∞ Gertrude van Saksen (1115-1143)     | Hendrik de Trotse (1108-1139) ∞ Gertrude van Saksen (1115-1143)     | Hendrik II van Engeland (1133-1189) ∞ Eleonora van Aquitanië (1122-1204) | Hendrik II van Engeland (1133-1189) ∞ Eleonora van Aquitanië (1122-1204) | Frederik II van Zwaben (1090-1147) ∞ Agnes van Saarbrücken (-)      | Frederik II van Zwaben (1090-1147) ∞ Agnes van Saarbrücken (-)      | Berthold I van Henneberg (-) ∞ ? (-)                                | Berthold I van Henneberg (-) ∞ ? (-)                                |
| Grootouders                                         | Hendrik de Leeuw (1129/30-1195) ∞ Mathilde Plantagenet (1156-1189   | Hendrik de Leeuw (1129/30-1195) ∞ Mathilde Plantagenet (1156-1189   | Hendrik de Leeuw (1129/30-1195) ∞ Mathilde Plantagenet (1156-1189        | Hendrik de Leeuw (1129/30-1195) ∞ Mathilde Plantagenet (1156-1189        | Koenraad de Staufer (1134-1195) ∞ Irmingard van Henneberg (-1204)   | Koenraad de Staufer (1134-1195) ∞ Irmingard van Henneberg (-1204)   | Koenraad de Staufer (1134-1195) ∞ Irmingard van Henneberg (-1204)   | Koenraad de Staufer (1134-1195) ∞ Irmingard van Henneberg (-1204)   |
| Ouders                                              | Hendrik V van Brunswijk (1173-1227) ∞ Agnes van Staufen (1177-1204) | Hendrik V van Brunswijk (1173-1227) ∞ Agnes van Staufen (1177-1204) | Hendrik V van Brunswijk (1173-1227) ∞ Agnes van Staufen (1177-1204)      | Hendrik V van Brunswijk (1173-1227) ∞ Agnes van Staufen (1177-1204)      | Hendrik V van Brunswijk (1173-1227) ∞ Agnes van Staufen (1177-1204) | Hendrik V van Brunswijk (1173-1227) ∞ Agnes van Staufen (1177-1204) | Hendrik V van Brunswijk (1173-1227) ∞ Agnes van Staufen (1177-1204) | Hendrik V van Brunswijk (1173-1227) ∞ Agnes van Staufen (1177-1204) |